# MESSENGER
MESSENGER was een Amerikaanse onbemande ruimtevlucht naar de planeet Mercurius uit 2004. De afkorting MESSENGER staat voor MErcury Surface, Space ENvironment, GEochemistry and Ranging. Doel van deze tweede missie naar Mercurius (de eerste was Mariner 10) was onderzoek vanuit een omloopbaan te verrichten naar de planeet en de directe omgeving.
Het is erg lastig om Mercurius vanaf de Aarde te onderzoeken. Door de geringe afstand van Mercurius tot de zon kan dit slechts direct voor zonsopgang of onmiddellijk na zonsondergang. De heiige dampkring verstoort deze waarnemingen. Observatie door de Hubble is uiterst riskant: te felle zonnestraling kan de telescoop zware schade toebrengen.

## Technische uitdaging
In tegenstelling tot zijn voorganger moest MESSENGER afremmen en gedurende lange tijd een baan rond Mercurius beschrijven. Dit bleek zowel financieel als technisch een grote uitdaging. De sonde moest robuust zijn om de felle zonnestraling te weerstaan, maar ook compact om de kosten voor lancering in de hand te houden. Daarnaast moest hij zo licht mogelijk uitvallen. Een groot deel van zijn massa bestond uit brandstof om de sonde af te remmen. Tot slot moest hij met een betaalbare draagraket gelanceerd kunnen worden.
MESSENGER zou aanzienlijk langer over het traject doen dan zijn voorganger, die met grote snelheid zijn doel passeerde. MESSENGER moest zijn snelheid veel verder terugbrengen. Voor hij zijn baan rond Mercurius innam, voerde MESSENGER in totaal zes passages uit: één langs de Aarde, twee langs Venus en drie langs Mercurius. Deze passages vervingen gangbare baanmanoeuvres, waardoor minder (zware) brandstof nodig was. Baantechnisch is een vluchttijd van enkele maanden mogelijk; echter de lanceerkosten stijgen dan excessief. Een Delta II kostte 35 à 55 miljoen dollar: de meerkosten van een directere route zouden minstens 25 à 27 miljoen dollar bedragen. Zo kon NASA deze relatief goedkope raket uit het Discoveryprogramma gebruiken. Een rechtstreekse vlucht vereiste na lancering bijna tweeënhalfmaal zo veel brandstof. Dit kwam neer op een veel zwaarder ruimtevaartuig met meer dan 85% van zijn eigen massa aan brandstof. Nu was dit slechts 54%. De passage van de Aarde geschiedde vrijwel precies een jaar na de lancering. Als de lancering in augustus 2004 niet uitgevoerd zou zijn, was augustus 2005 de eerstvolgende mogelijkheid geweest. Er was echter ook een grote kans dat het MESSENGER-programma in dat geval helemaal geannuleerd zou zijn. De lancering in 2004 bracht verder met zich mee dat de draagraket iets minder brandstof nodig had – waardoor MESSENGER zelf wat meer kon meevoeren. Tijdens de passage van de Aarde konden bovendien nog wat laatste kalibraties uitgevoerd worden.

## Keuze van wetenschappelijke instrumenten en kosten
Een groot deel van het nuttig draagvermogen van de Delta II ging op aan brandstof. Dit beperkte het maximumgewicht van de wetenschappelijke uitrusting tot 50 kg. Onderzoekers toonden belangstelling voor het maken van opnames, de structuur en samenstelling van de korst, geologie, magnetosfeer en atmosfeer. Verder trokken de opbouw van de planeetkern en polen de aandacht. Het geminiaturiseerde instrumentarium moest ook tegen de zware omstandigheden ter plaatse bestand zijn.
De totale kosten voor ontwikkeling, lancering, volgen en gegevensverwerking begrootte NASA op 446 miljoen dollar.

## Opbouw

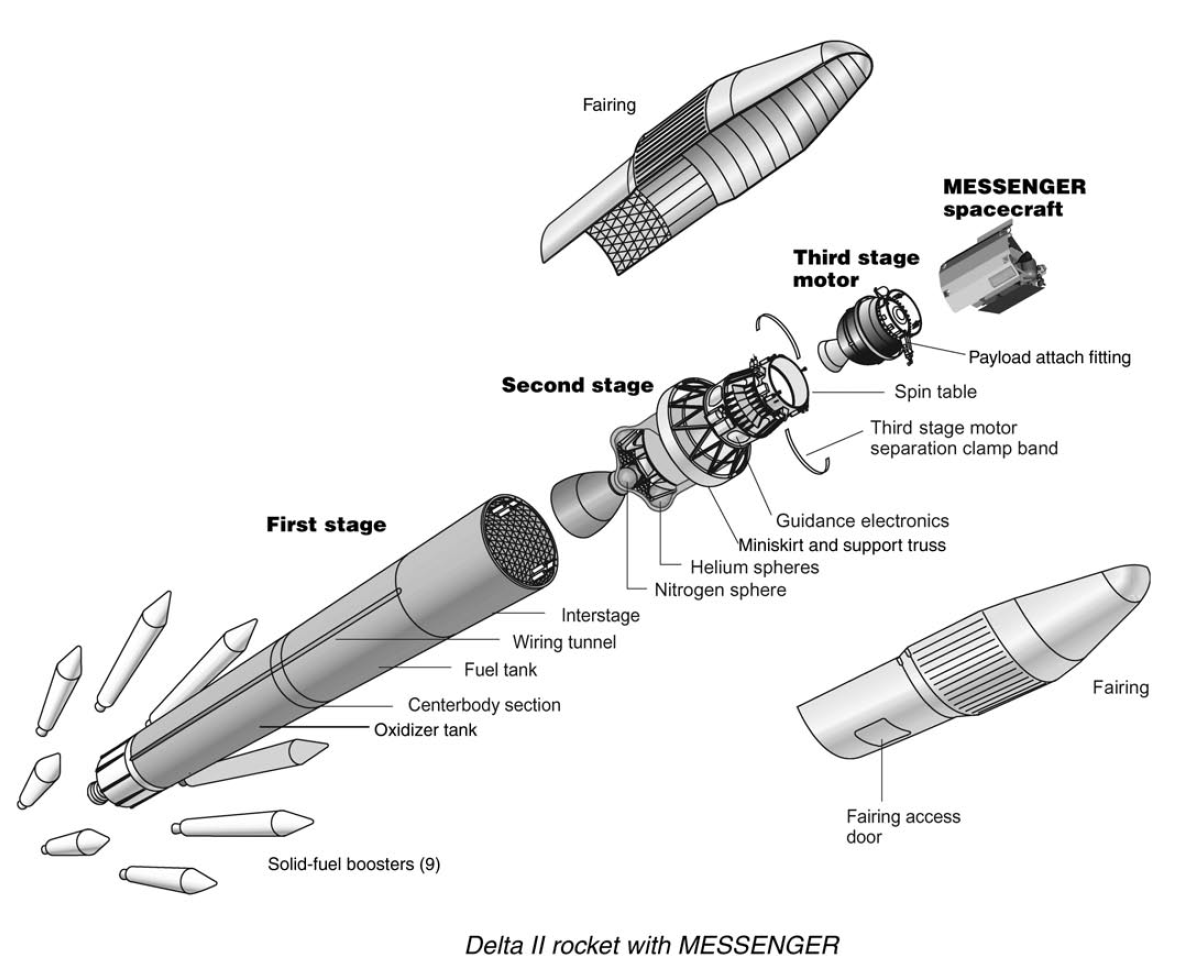
Een opengewerkte tekening van de Delta II met MESSENGER

### Afmetingen, massa en energievoorziening
MESSENGER had een lengte van 1,42 m bij een breedte van 1,85 m en een hoogte van 1,27 m. De plompe, doosvormige sonde beschikte over een extern keramisch thermisch schild.  Aan weerszijden staken twee zonnepanelen van 1,50 m × 1,65 m uit, die uitgeklapt het toestel een spanwijdte van 6,00 m gaven. De zonnepanelen wekten in de nabijheid van Mercurius maximaal 640 W elektriciteit op. Tijdens de vlucht naar Mercurius was dat minder, tussen 385 en 485 W. De daadwerkelijke capaciteit bij Mercurius bedroeg meer dan twee kilowatt, maar om de belasting van de instrumenten te verlichten nam het vaartuig alleen het noodzakelijke vermogen op. De zonnepanelen bestonden voor twee derde uit spiegels en een derde uit zonnecellen met een rendement van 28%. Voor elke rij zonnecellen waren er twee rijen spiegelende cellen, om de panelen te beschermen tegen de intense zonnestraling. Daarnaast kon de boordcomputer de panelen weg laten draaien van de zon om ze op een temperatuur van maximaal 150 °C te houden. MESSENGER beschikte over een nikkel-waterstof-accu met een capaciteit van 23 Ah.
De totale massa van MESSENGER kwam uit op 1.093 kg, waarvan ruim de helft (607,8 kg) brandstof en helium.

### Voortstuwing en standregeling
De hoofdmotor (LVA, Large Velocity Adjust) van MESSENGER had een stuwkracht van 660 N en gebruikte een mengsel van hydrazine en distikstoftetraoxide. Van de bijna 600 kg brandstof aan boord verbruikte de sonde bijna 30% om de omloopbaan rond Mercurius in te nemen. Via vier stuurraketten met 22 N stuwkracht voerde het toestel kleine baanwijzigingen uit. Daarnaast waren twaalf kleinere stuurraketten (à 4,4 N) aanwezig voor kleine correcties en als reservesysteem, als de reactiewielen onverhoopt zouden uitvallen. Deze houden normaliter het vaartuig in de juiste stand. Zowel de grote als kleine stuurraketten functioneerden op hydrazine. Helium diende als drijfgas. De standregeling werd aangestuurd door een traagheidsnavigatiesysteem, zes zonnezoekers en sterrenvolgende camera's.

### Isolatie
In de omgeving van Mercurius schijnt de zon elfmaal zo fel als op Aarde. Een gebogen thermisch schild handhaafde de werktemperatuur van het boordinstrumentarium op 20 °C, terwijl de temperatuur aan de buitenkant van het schild kon oplopen tot 370 °C. Middels een titanium frame zat het aan de sonde bevestigd en de afmetingen bedroegen 2,50 x 2 m. De binnenkant was opgetrokken uit meerdere kapton-plastic lagen; de buitenkant uit keramisch nextel. Isolatiedekens en radiatoren maakten de bescherming compleet. Deze constructie vereiste geen kostbare hittebestendige elektronica en beperkte de ontwerpkosten.

### Instrumenten

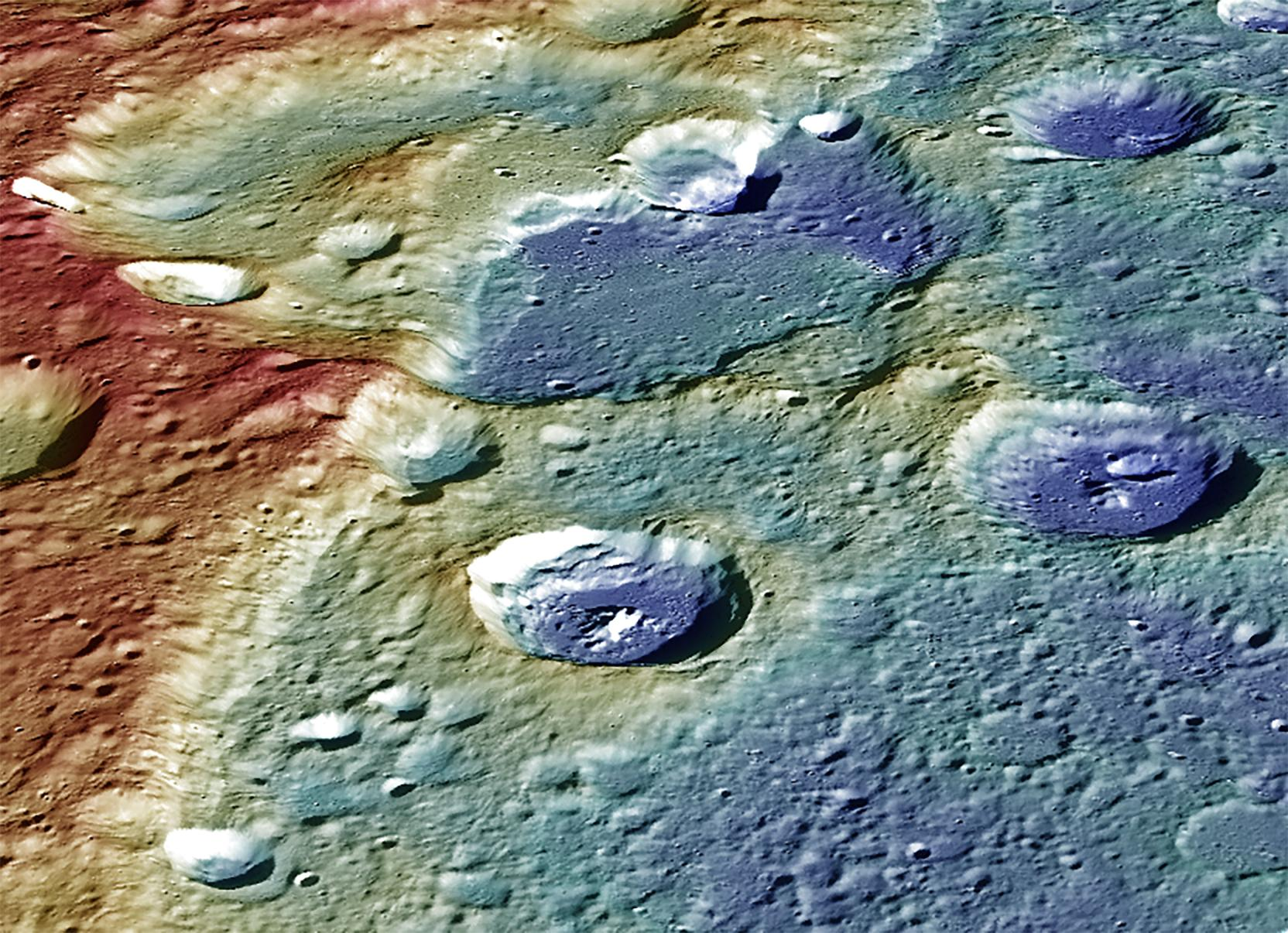
Deze compositiefoto van 48 opnamen toont het centrale gedeelte van Carnegie Rupes, in rood de hooggelegen gebieden, in blauw de lagergelegen gebieden. Carnegie Rupes reikt tot bijna 2 km hoogte. Deze opname toont het effect van afkoeling van de planeetkern, waardoor Mercurius ineenkrimpt. De grootste krater, Duccio, heeft een diameter van ongeveer 105 km.

De waarnemingsapparatuur moest zo worden geplaatst, dat deze Mercurius kon observeren, zonder dat de Zon in beeld kwam. MESSENGER was uitgerust met de volgende instrumenten:
- MDIS (Mercury Dual Imaging System): multispectrale camera's  met een massa van 8 kg en een vermogen van 7,6 W. Deze hadden zowel een groothoek- als een zoomlens en werkte volgens het principe van CCD's. Het systeem was draaibaar, zodat het niet noodzakelijk was om het gehele vaartuig te draaien terwijl het landschap van Mercurius in kaart werd gebracht. Het maakte opnamen in kleur, monochroom en stereo. De groothoeklens had een blikveld van 10,5 × 10,5° en maakte opnamen door elf filters of monochroom, op een golflengte van 395 tot 1040 nm (zichtbaar licht en nabij-infrarood). De zoomlens had een blikveld van 1,5 × 1,5° en maakte zwart-witopnamen waarop details tot achttien meter grootte zichtbaar zijn.[15]
- GRNS (Gamma-Ray and Neutron Spectrometer): twee spectrometers die aanvullende gegevens verzamelden over de elementen waaruit de korst van Mercurius is opgebouwd. De gammastralingsspectrometer (GRS) woog 9,2 kg en verbruikte 16,5 W. Dit instrument zocht naar waterstof, magnesium, silicium, ijzer, titanium, natrium, calcium, kalium, thorium en uranium. De neutronenspectrometer (NS) woog 3,9 kg en verbruikte 6 W. Door inwerking van de kosmische straling ontsnappen neutronen vanaf het planeetoppervlak. Sommige schieten (relatief snel) rechtstreeks de ruimte in, andere botsen met andere atomen in de korst voor ze wegschieten en zijn relatief langzaam. Door de verhouding tussen deze twee te meten, kunnen wetenschappers vaststellen in welke mate een element voorkomt.[15]
- XRS (X-Ray Spectrometer): röntgenstralingspectrometer met een massa van 3,4 kg en een vermogen van 6,9 W. Dit instrument mat de samenstelling van de bovenste millimeter van de oppervlaktelaag en had een blikveld van 12°. Dit is klein genoeg om van sterren afkomstige röntgenstraling buiten te sluiten. Het meetbereik liep van 1 tot 10 keV, waarmee het magnesium, aluminium, silicium, zwavel, calcium, titanium en ijzer opspoorde.[15]
- MAG (Magnetometer): met een massa van 4,4 kg en een verbruik van 4,2 W. Deze was gemonteerd op een 3,60 m lange mast, om beïnvloeding van de metingen door het eigen magnetisch veld van het ruimtevaartuig te voorkomen. Bovendien was MAG beschut tegen de felle zonnestraling. MAG onderzocht in welke mate de veldsterkte varieerde met positie en vlieghoogte.[15]
- MLA (Mercury Laser Altimeter): laserhoogtemeter met een massa van 7,4 kg en een verbruik van 16,4 W. Deze bracht de geologische kenmerken van het oppervlak van Mercurius in kaart. Daarnaast mat het de libratie, hetgeen meer inzicht verschaft over de staat van de planeetkern. De laser zond acht pulsen per seconde uit op een golflengte van 1064 nm. De vier lenzen waren vervaardigd van saffier. De MLA kon tot op 1500 km metingen uitvoeren met een nauwkeurigheid van 30 cm.[15]
- MASCS (Mercury Atmospheric and Surface Composition Spectrometer): spectrometer ter bepaling van samenstelling van atmosfeer en oppervlakte. Deze had een massa van 3,1 kg, verbruikte 6,7 W en bestond uit een spectrometer en spectrograaf. Het mat de aanwezige gassen in de atmosfeer en bodemmineralen. De ultraviolet- en zichtbaar licht spectrometer (UVVS) mat onder andere de samenstelling en opbouw van Mercurius' exosfeer. De spectrograaf (VIRS) stelde via zichtbaar en nabij-infrarood licht de aanwezigheid van titanium- of ijzerhoudende silicaten vast, zoals pyroxeen, olivijn en ilmeniet.[15]
- EPPS (Energetic Particle and Plasma Spectrometer): spectrometer voor plasma en geladen deeltjes, met een massa van 3,1 kg en een verbruik van 7,8 W, opgebouwd uit twee instrumenten. Deze onderzocht de samenstelling van geladen deeltjes in en rond de magnetosfeer van Mercurius. De spectrometer voor geladen deeltjes (EPS) mat ionen en elektronen in de magnetosfeer en had een blikveld van 160 × 12°. De plasmaspectrometer (FIPS) mat ionen met lage energie, afkomstig van het oppervlak of atmosfeer, door de zonnewind opgevangen geïoniseerde atomen en andere bestanddelen van de zonnewind.[15]
- RS (Radio Science): door de door MESSENGER uitgezonden signalen zeer nauwkeurig te meten, kon de vluchtleiding met grote precisie diens snelheid en afstand tot de Aarde bepalen. Hierdoor kon men veranderingen in het zwaartekrachtveld opmerken, wat weer van belang was voor onderzoek naar de omvang en staat van de planeetkern. Wanneer MESSENGER zich door het zwaartekrachtveld van Mercurius bewoog, traden minieme afwijkingen in frequentie op. Deze werden door de gevoelige antennes van het DSN opgevangen.[15]

## Missieverloop

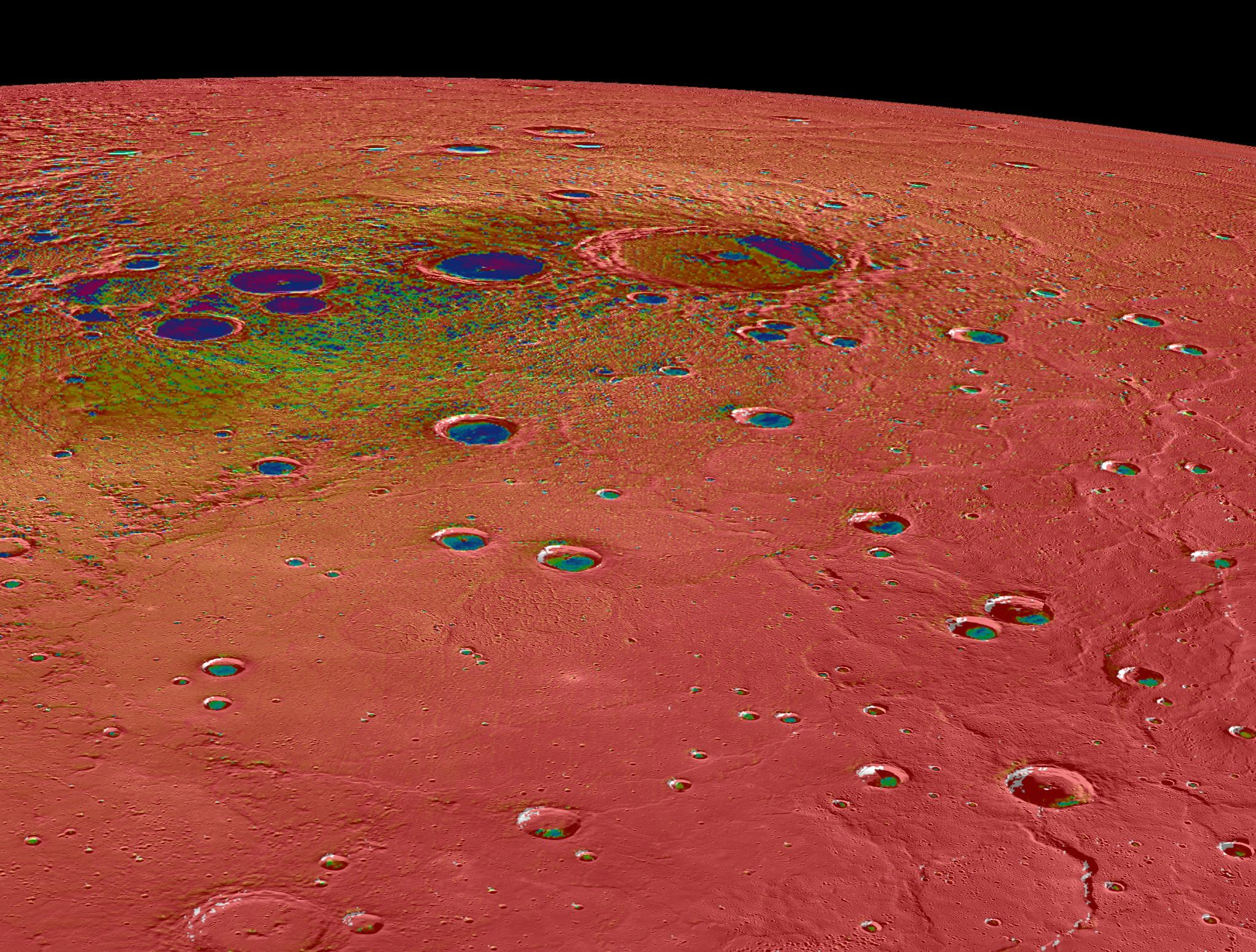
Het noordelijk poolgebied van Mercurius met de maximaal gemeten oppervlaktetemperatuur. De rode gebieden zijn warmer dan 400 K, in de purperen gebieden komt de temperatuur niet boven 50 K.

### Lancering en vlucht naar Venus en Mercurius
MESSENGER werd op 3 augustus 2004 met een Delta II 7925 draagraket gelanceerd vanaf Lanceercomplex 17B van het Cape Canaveral Air Force Station. Na 57 minuten ontvouwden de zonnepanelen zich en ging het vaartuig op weg. Op 2 augustus 2005 passeerde de sonde de Aarde op een afstand van 2348 km, waarna op 12 december 2005 een koerscorrectie uitgevoerd werd om richting Venus te vliegen. Op 24 oktober 2006 vond de eerste passage van Venus plaats op een afstand van 2987 km. De tweede passage geschiedde op 5 juni 2007 op een afstand van slechts 338 km (hoe kleiner de afstand, des te groter de toename/afname in snelheid tijdens passage). Vervolgens richtte MESSENGER zich op Mercurius. Op 14 januari 2008, 6 oktober 2008 en 29 september 2009 vloog het vaartuig Mercurius voorbij. Tijdens deze fase voerde het vijf koerscorrecties uit. De vluchtleiding gebruikte de tijdens de passage ontvangen gegevens om het wetenschappelijke deel van de missie nauwkeuriger te plannen.

### Baan rond Mercurius, begin missie

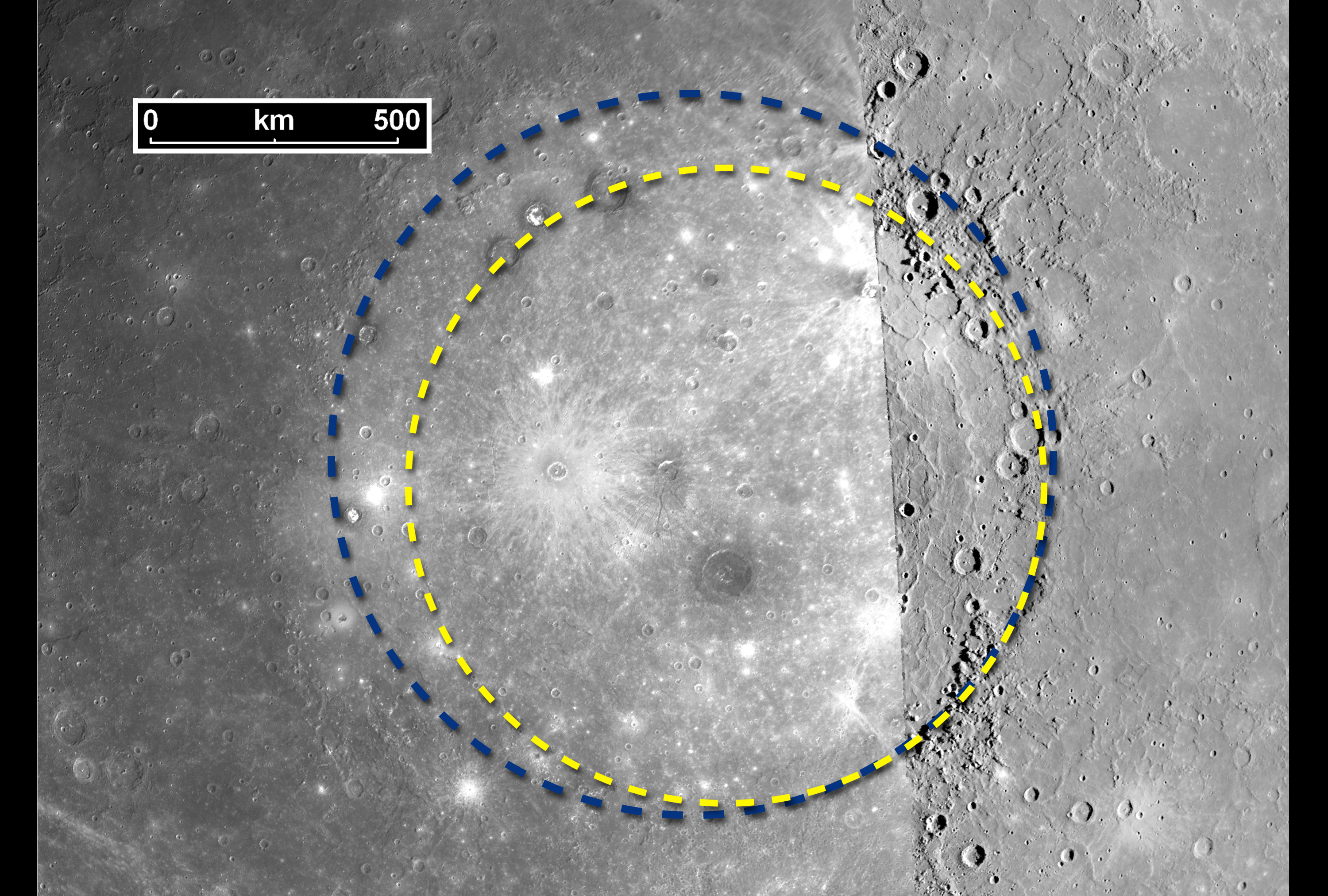
Een samengestelde opname van het Calorisbekken. Het rechtergedeelte fotografeerde Mariner 10 in 1974, de linkerhelft legde MESSENGER vast in 2008. Het Calorisbekken heeft een grotere diameter (blauw, 1550 km) dan verondersteld (geel, 1300 km).

Ruim anderhalf jaar later, op 18 maart 2011, bereikte MESSENGER zijn uiteindelijke bestemming. In totaal gebruikte de sonde 31% van zijn brandstof om in een baan te geraken. Het kwam in een baan met een apoapsis van 15.193 km en een periapsis van 200 km, bij een inclinatie van 82,5° ten opzichte van de Mercuriusevenaar en een omlooptijd van twaalf uur. Periapsis was op 60° noorderbreedte. Door periapsis boven het noordelijk halfrond kon MESSENGER de geologische opbouw en samenstelling van het Calorisbekken (met een diameter van 1550 km en géén 1300 km) nauwkeurig onderzoeken. Iedere 24 uur draaide MESSENGER tweemaal om Mercurius. Iedere dag stond het toestel acht uur naar de Aarde gedraaid om gegevens door te seinen. Tijdens de twaalf uur durende omloop vloog het slechts 25 minuten op geringe hoogte boven het Mercuriusoppervlak. Dit was om oververhitting door de weerkaatste warmte ervan te voorkomen. Door zonnestraling en inwerking van zwaartekracht week de baan langzaam af. Daarom voerde MESSENGER iedere 88 dagen (een Mercuriusjaar) een stel baancorrecties uit.

### Verder verloop
In maart 2012 zat het eerste deel van de missie erop. De missie werd met 12 maanden verlengd en Mercurius werd nogmaals onder de loep genomen tijdens de derde en vierde Mercuriusdag. Onder meer nog niet gefotografeerde gebieden rond de noordpool werden in kaart gebracht. Daarna verlengde NASA de missie met nog eens 26 maanden. Ditmaal bekeek de sonde kraters rond de noordpool die voortdurend in de schaduw liggen en verrichtte nauwkeuriger metingen aan het zwaartekrachtveld.
In april 2015 raakte de voorraad brandstof uitgeput. Periapsis nam af tot minder dan 50 km. Het toestel gebruikte vervolgens het nog aanwezige helium om koerscorrecties uit te voeren. De laatste daarvan was op 24 april 2015, waarna de vluchtleiding verwachtte dat het toestel uiterlijk 30 april op Mercurius neer zou storten. MESSENGER passeerde Mercurius tijdens de allerlaatste fase van zijn vlucht op hoogten tussen 5 en 35 km. Ontwerpers hadden belangstelling voor de temperatuur van de instrumenten aan boord. Daarnaast leverde deze lage baan scherpe foto's op. De sonde overschreed de geschatte levensduur ruimschoots. De verwachting was, dat MESSENGER slechts een jaar zou functioneren. Het ruimtevaartuig heeft in iets meer dan vier jaar ruim 4000 banen om Mercurius beschreven en bijna 8 miljard kilometer afgelegd.

### Inslag op Mercurius
Op 30 april 2015 bevestigde het DSN dat het radiocontact met MESSENGER definitief was verbroken. Om 15.26 uur EDT (19.26 UTC) sloeg de sonde met een snelheid van ruim 14.000 km/u in het Shakespearebekken op Mercurius te pletter. De laatst ontvangen opname toont de Jokai krater. Door de inslag van MESSENGER ontstond een nieuwe krater met een doorsnede tot 15,85 meter.

## Enige ontdekkingen doorMESSENGER

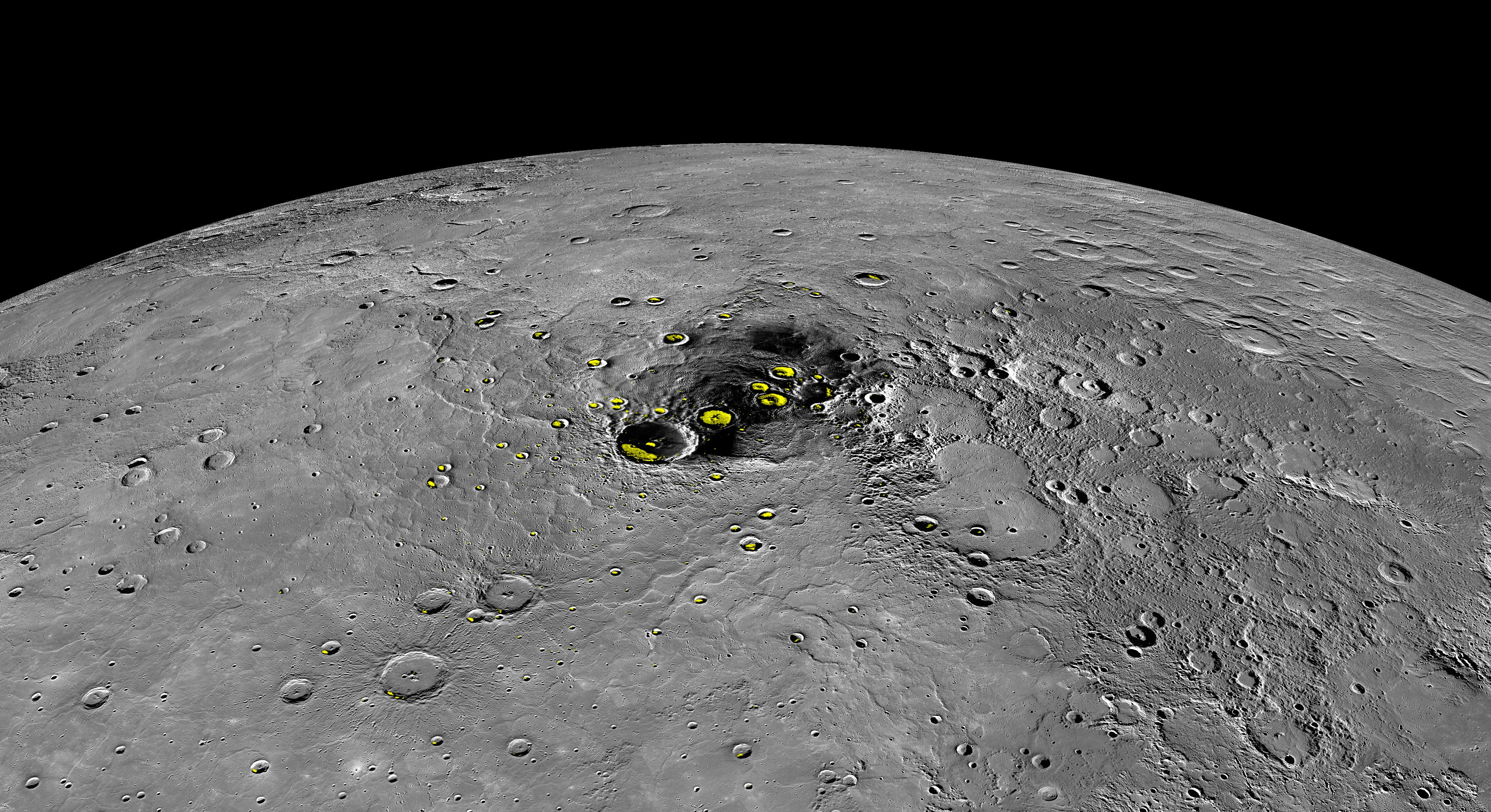
Een foto van het noordelijk poolgebied van Mercurius. In de gele gebieden is water aanwezig. Onbekend is, of het hier om zuiver waterijs gaat. De sonde BepiColombo moet vanaf november 2026 verder onderzoek verrichten.

- In 2012 bevestigde MESSENGER de twintig jaar oude veronderstelling dat water in de poolkraters aanwezig is. De betreffende kraters liggen continu in de schaduw. Waterijs bevindt zich aan de oppervlakte of enige decimeters onder het oppervlak.[27][32] Het grootste deel van het ijs is bedekt door een donkere laag. Dit vormt een sterke aanwijzing, dat het water van kometen en planetoïden afkomstig is.[33] De exacte samenstelling ervan is nog onbekend. Betreft het zuiver waterijs, of is het met andere materialen vermengd? De in 2018 gelanceerde sonde BepiColombo[34], die volgens planning in november 2026[35] bij Mercurius aankomt, moet hier aanvullend onderzoek naar verrichten.[36]
- Vulkanisme vervulde een sleutelrol bij de vorming van het planeetoppervlak. In september 2011, een half jaar na aankomst, publiceerde het wetenschappelijk team gegevens over grote vulkanische vlakten op Mercurius. Deze bevinden zich rond de noordpool van de planeet en maken 6% van het planeetoppervlak uit. De afzettingen zijn vrij dik; sommige oude lavalagen hebben een dikte van 2 km. De lava is afkomstig uit openingen in de korst, die een lengte tot 25 km hebben.[27][37]
- De zogenaamde Birkelandstromingen (elektrische lading, vernoemd naar Kristian Birkeland) tussen de magnetosfeer en mindere hoogten. Tijdens de dageraad op Mercurius bewegen deze zich omlaag, tijdens de schemering in omgekeerde richting. Op Mercurius is hun sterkte honderdmaal zwakker dan op Aarde.
- MESSENGERs voorganger, Mariner 10, nam uitbarstingen van geladen deeltjes waar. Door technische beperkingen in apparatuur kon men zowel de aard als de lading niet nader bepalen. MESSENGER gaf met zijn modernere instrumenten uitsluitsel: de deeltjes bleken elektronen.
- Door de geringe afstand tot de zon en het zwakke magnetische veld van Mercurius treden veranderingen in de magnetosfeer (door wisselwerking met de zonnewind) honderdmaal sneller op dan op Aarde.
- De ijle atmosfeer van Mercurius verstrooit zonlicht; de helderheid is afhankelijk van de bestanddelen. Door de spectrometer opgemerkt natrium krijgt door het zonlicht een oranje gloed, die varieert met de afstand van de planeet tot de zon. Gedurende een bepaalde periode in een Mercuriusjaar is de stralingsdruk tijdens de verstrooiing zo sterk, dat het een gedeelte van de atmosfeer afstroopt en een staart vormt. Tijdens deze fase ziet een waarnemer die zich aan de nachtelijke zijde van Mercurius bevindt een zwakke oranje gloed, vergelijkbaar met die van natriumlampen.
- Door afkoeling van de planeet is de diameter van Mercurius met zeven kilometer afgenomen, aanmerkelijk meer dan in eerste instantie werd aangenomen. Verder bleek de interne opbouw ingewikkelder dan verwacht. De kern van Mercurius is opmerkelijk groot en beslaat 85% van diens straal. Ten minste een gedeelte van de kern is vloeibaar, volgens metingen aan zwaartekracht- en magnetisch veld in samenhang met radarwaarnemingen vanaf de Aarde. Eerder vermoedden veel wetenschappers dat door de geringe afmetingen van Mercurius de planeetkern in de loop der tijd geheel zou zijn afgekoeld.
- MESSENGER ontdekte verscheidene depressies met een helder oppervlak, die relatief jong zijn ten opzichte van de rest van het Mercuriusoppervlak. Vermoedelijk verdween bodemmateriaal van de oppervlakte tijdens de vorming van deze depressies, maar aanvullend onderzoek is vereist.
- Mercurius is opmerkelijk rijk aan vluchtige elementen. De temperaturen waarbij deze verdampen, haalde veel modellen van de vorming en vroegste geschiedenis van Mercurius overhoop. Men vond een hoog gehalte aan zwavel, kalium en chloor gecombineerd met weinig ijzer en thorium aan de oppervlakte. Dit vormt een aanwijzing dat Mercurius werd gevormd door bestanddelen met minder zuurstof dan die, welke de andere aardse planeten vormden. Dat werpt echter een probleem op voor diverse theorieën over hoe het zonnestelsel ontstond.[10][27][38]
- MESSENGER legde tijdens de laatste omlopen het magnetisme van rotsen aan de oppervlakte vast vanaf geringe hoogte. Het magnetisch veld van Mercurius ontstond tussen 3,7 en 3,9 miljard jaar geleden.[39] Het zwakke magnetisch veld van deze rotsen is nog steeds waarneembaar, doordat metaalhoudende mineralen in nog vloeibaar gesteente aan het oppervlak werden gemagnetiseerd tijdens het afkoelings- en stollingsproces. De veldsterkte van het magnetisch veld van Mercurius was in het verleden minstens even groot als tegenwoordig. Het kan echter ook tot honderdmaal zo sterk zijn geweest.[40]
- De planeetkorst, die met zo'n 15% van de straal van de planeet sowieso relatief dun is, is dunner aan de polen en op lagere breedten dikker, een aanwijzing voor de aanwezigheid van een laag vloeibaar ijzersulfide dicht onder het oppervlak. Dit zou Mercurius een buitenbeentje onder de aardse planeten maken.[41][42]
- Mercurius kent kleinere hoogteverschillen dan Mars of de Maan. De bodem van een grote vulkanische vlakte op het noordelijk halfrond is na zijn ontstaan omhooggekomen. Verder ligt de bodem van het Calorisbekken hoger dan de kraterrand. Dit bewijst dat het Mercuriusoppervlak na zijn ontstaan aan grote veranderingen onderhevig was. Een mogelijke oorzaak is tektoniek, maar dit is niet zeker.[42]
- Mercurius draait iets sneller om zijn as dan verwacht: de afwijking bedraagt negen seconden. Een mogelijke oorzaak is de invloed die Jupiter op Mercurius uitoefent. Wetenschappers vergeleken terreinmodellen met hoogtemetingen door de MLA. Met de exacte rotatietijd van de planeet bekend, is tevens de interne opbouw van de planeet duidelijker. Mercurius heeft een omvangrijke, gedeeltelijk gesmolten kern die meer dan de helft van zijn totale volume en ongeveer 70% van zijn massa beslaat.[43]
- Scherpe foto's tijdens de laatste missiefase tonen diverse kleine breuklijnen. Deze zijn (geologisch) vrij recent ontstaan, want anders hadden ze het constante meteorieten- en kometenbombardement niet overleefd. Ze zijn identiek aan vergelijkbare breuklijnen op de Maan. Dit wijst er op dat Mercurius tektonisch actief is. Mogelijk treden hierbij Mercuriusbevingen op.[44]
- Opnamen van het zuidelijk halfrond laten een tot nu toe onbekende vallei zien. Deze is ruwweg 1000 km lang, 400 km breed en ligt tot 3 km lager dan zijn directe omgeving. De vallei loopt over in het Rembrandtbekken en wordt begrensd door twee steile rotswanden, die zijn veroorzaakt door verticale bodembeweging. In tegenstelling tot op Aarde ontstond de vallei vermoedelijk niet door tektoniek. Mercurius is, anders dan de Aarde, slechts opgebouwd uit één grote tektonische plaat. Door afkoeling kromp Mercurius' lithosfeer; in dit geval dermate sterk dat het klippen veroorzaakte.[45] Dit roept andere vragen op. De opbouw van de vallei is consistent met een geleidelijk afkoelende planeet. Het lijkt er echter op, dat Mercurius geologisch vrij recent een warmere periode meemaakte. Als dit klopt, moeten andere wetenschappelijke aannames over de planeet worden herzien.[46]